# زوج خطي
الزوج من طوابع البريد المخطوطة بخط حبر في مجال هواية الطوابع، يسمى الزوج الخطي للطوابع (Line pair)، وهو زوج من الطوابع البريدية يحمل خطًا محبرًا بين الطابعين. وهناك نوعان منها على الأقل:

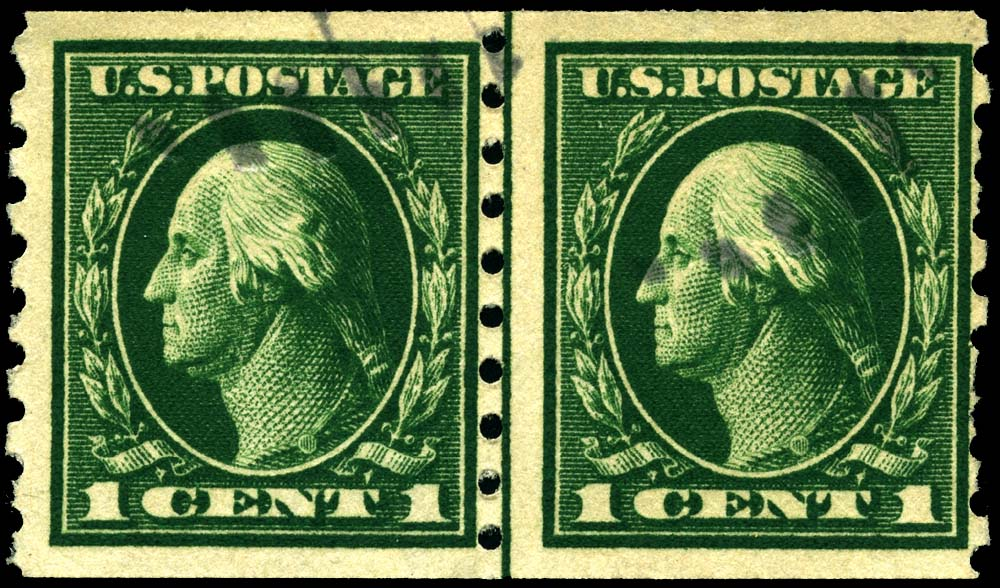
الخط المطبوع ظاهراً بين الطابعين من فئة 1 سنت لصورة جورج واشنطن 1908

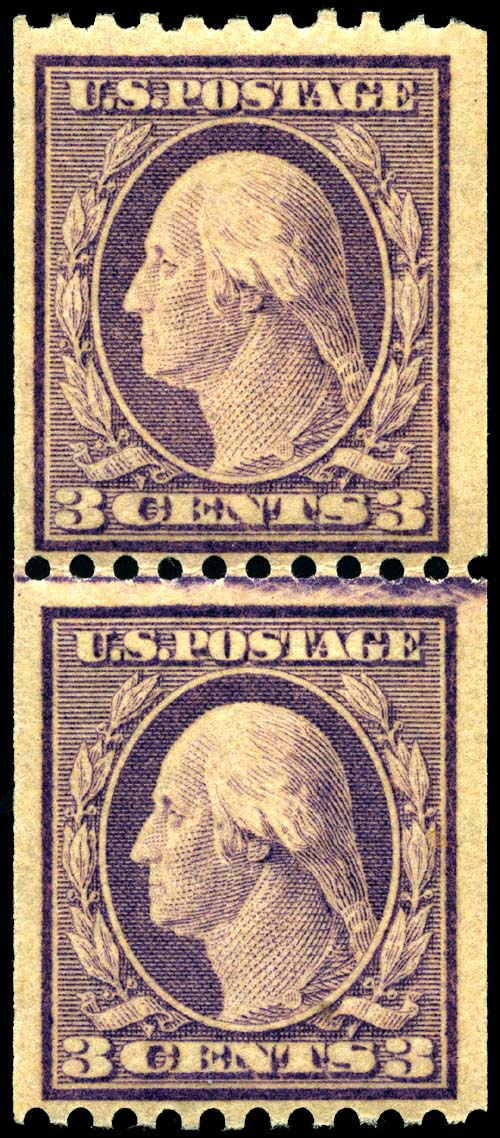
طابع أمريكي صادر عام 1917 يحوي خطاً من الحبر بين الطابعين

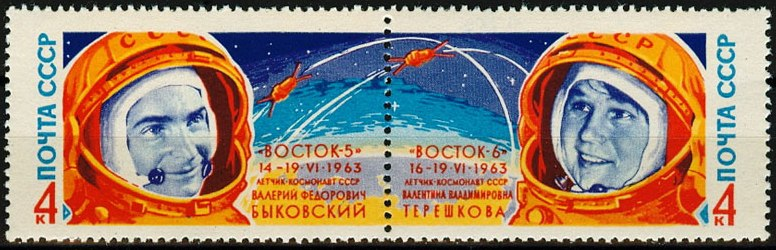
زوج من الطوابع المتجاورة

- زوج الخط الإرشادي والذي يحتوي على خط إرشادي بين الطابعين. وبما أن الخطوط الإرشادية محفورة عمداً في اللوحة، فإنها عادةً ما تكون حادة وواضحة.
- زوج الخط المشترك والذي يحتوي على خط مفصل بين الطوابع، وهو ناتج من التماس في الصفيحة الأسطوانية المستخدمة في طباعة الطوابع. فتكون هذه الخطوط ملطخة بحبر ومشوهة إلى حد ما في المظهر.

## أمثلة

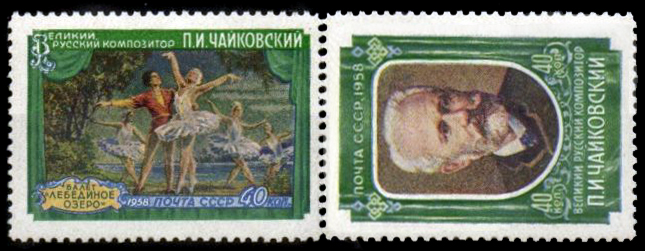
طابعين من الاتحاد السوفيتي صادران عام 1958 لمناسبة مسابقة موسيقية تحمل اسم بيتر إليتش تشايكوفسكي
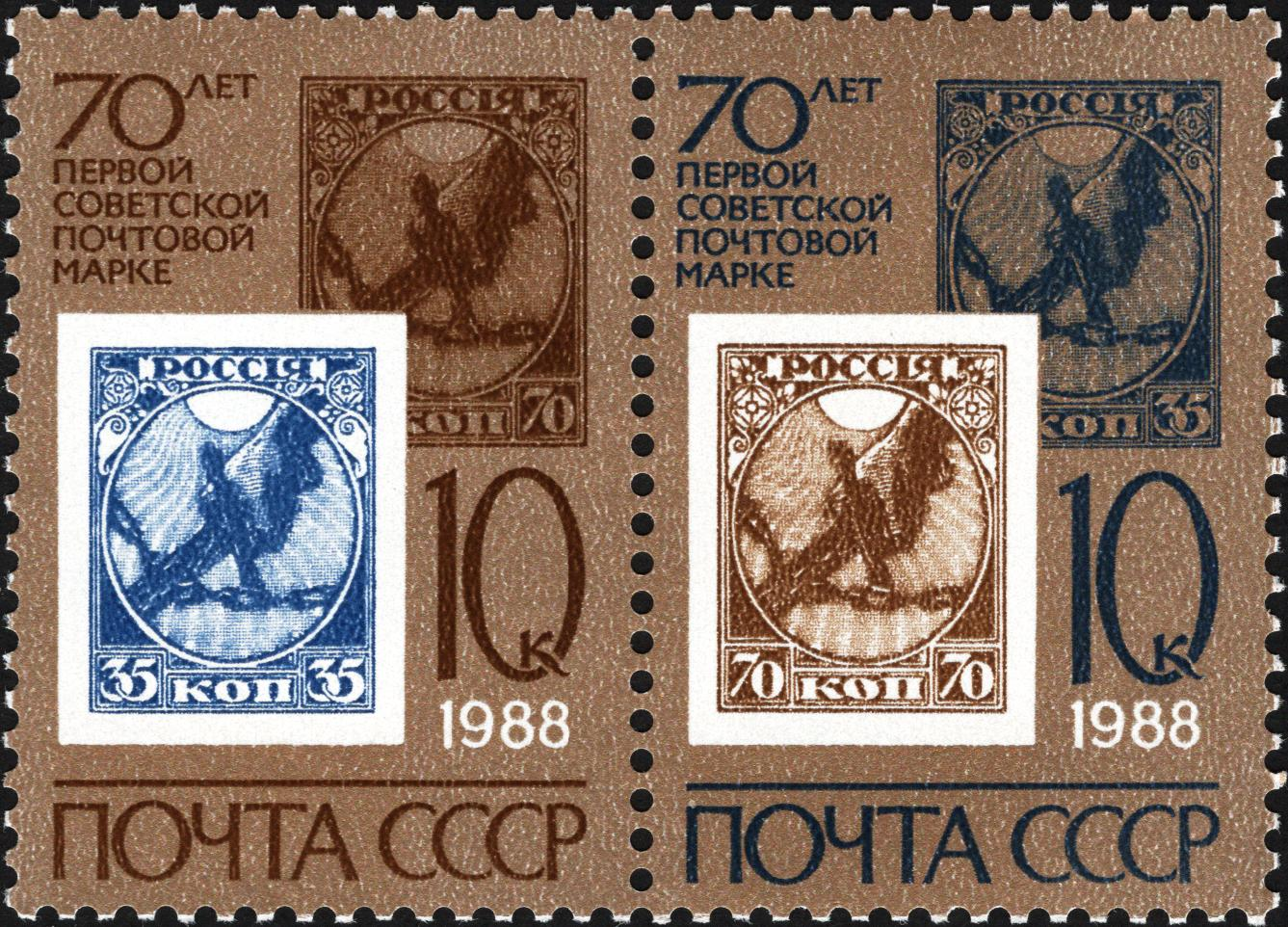
طابعان من الاتحاد السوفيتي صادران عام 1988 لمناسبة الذكرى السبعين لأول إصدار من الطوابع السوفيتية

## انظر ايضا
- طابع دائم.
- طابع مؤقت.
- طابع الملصق.
- طابع مقسوم.
- طابع ضريبي.
- طابع مقلوب.